# Sphyrna couardi
Sphyrna couardi is een vis uit de familie van hamerhaaien (Sphyrnidae), orde roofhaaien (Carcharhiniformes), die voorkomt in het oosten van de Atlantische Oceaan.

## Beschrijving
De soort kan een lengte bereiken van 300 centimeter.

## Leefwijze
Deze hamerhaai is een zoutwatervis die voorkomt in een tropisch klimaat. 
Het dieet van de vis bestaat hoofdzakelijk uit dierlijk voedsel (macrofauna).

## Relatie tot de mens
Voor de mens is deze hamerhaai niet geheel ongevaarlijk: de vis is in staat de mens te verwonden.
De soort staat niet op de Rode Lijst van de IUCN. 